# 촌지
촌지(寸志)는 마음이 담긴 작은 선물을 의미한다.
촌지는 일문한자에서 유래하였다. 본래 뜻은 어떤 이로부터 은혜를 입었을 때 고마움의 뜻으로 정성을 드러내기 위하여주는 선물이나, 한국에서는 뇌물에 가까운 부정적인 뜻으로 사용되는 경우가 많다.